# Бандрес Элосеги, Мария Антония
Мария Антония Бандрес Элосеги (исп. María Antonia Bandrés Elósegui, баск. Maria Antonia Bandres Elosegi; 6 марта 1898, Толоса, Гипускоа, Испания — 27 апреля 1919, Саламанка, Испания) — монахиня конгрегации Дочерей Иисуса, блаженная Католической церкви.

## Биография
Мария Антония Бандрес Элосеги родилась в Толосе и была второй из пятнадцати детей адвоката Рамона Бандреса Аскуэ и его жены Тересы Элосеги Ансолы. Она была крещена спустя два дня после рождения в церкви Святой Марии и получила при крещении имена Мария Антония Хосефа Инес. Миропомазание приняла в возрасте четырёх лет, а первое причастие — 23 мая 1909 года. В семье её называли «Антонита».
Мария Антония получила начальное образование дома из-за слабого здоровья, затем училась в школе Святого Иосифа, которой руководили монахини конгрегации Дочерей Иисуса. С детства стремилась проявлять добродетель в мелочах. Также она провозглашала Евангелие и помогала нуждающимся в беднейших районах Толосы.
Ещё до вступления в монашескую конгрегацию Мария Антония дала обет посвятить жизнь Богу ради обращения и спасения своего дяди и крёстного отца Антонио, который был агностиком и выразил своё несогласие с уходом племянницы в монастырь, но впоследствии поверил в Бога и высоко оценил милосердие Марии Антонии.
В марте 1913 года на игнатианских духовных упражнениях она с благословения священника Алехандро Мартинеса принесла частный обет целомудрия и вспомнила ранее слышанные слова основательницы конгрегации — Кандиды Марии Иисуса — которая сказала ей: «Ты будешь дочерью Иисуса». 8 декабря 1915 года Мария Антония вступила в конгрегацию, а 31 мая 1918 года принесла первые монашеские обеты. Старшая сестра Марии Антонии, Наталия, также стала монахиней.
В июне того же года Мария Антония тяжело заболела. Лечивший её врач Филиберто Вильялобос свидетельствовал, что был поражён её верой, хотя сам был агностиком, и рассказал о ней своим друзьям Мигелю де Унамуно и Индалесио Прието, на которых она также произвела сильное впечатление. 25 апреля 1919 года, в Страстную пятницу, Мария Антония приняла виатикум и принесла вечные обеты. Она умерла 27 апреля 1919 года. Последние её слова: «Разве это смерть? Как сладко умирать, будучи монахиней! Я чувствую, что Богородица рядом со мной, что Иисус любит меня, а я люблю Его…» Похоронена в часовне на Авенида-де-лос-Рейес-де-Эспанья в Саламанке.

## Прославление
Процесс беатификации Марии Антонии Бандрес Элосеги был открыт 23 января 1962 года в Саламанке. 10 января 1995 года были признаны её героические добродетели, и 6 апреля ей был присвоен титул «досточтимая». Она была беатифицирована 12 мая 1996 года. День её памяти в Католической церкви — 27 апреля.

## Память
На Филиппинах действует Фонд блаженной Антонии Бандрес, предоставляющий стипендии для обучения детей в христианских школах.

### Комментарии
1. ↑  В церковной метрической книге ошибочно записана как Бандрес Элисеги (исп. Bandrés Elicegui).